# Châtillon (Jura)
Châtillon település Franciaországban, Jura megyében. Lakosainak száma 123 fő (2022. január 1.). Châtillon Montigny-sur-l’Ain, Blye, Charcier, Charézier, Doucier, Marigny, Verges és Hauteroche községekkel határos.

## Népesség
A település népességének változása:
| Lakosok száma | 209  | 133  | 128  | 124  | 158  | 128  | 112  | 108  | 113  | 123  |
|               | 1968 | 1982 | 1990 | 2006 | 2013 | 2015 | 2017 | 2019 | 2020 | 2022 |